# Rosemary Theby
Rosemary Theby, nata Rose Masing (St. Louis, 8 aprile 1892 – Los Angeles, 10 novembre 1973), è stata un'attrice statunitense del muto.

## Vita privata
Dal 1915 fino al 25 dicembre 1938 fu sposata con l'attore e regista Harry Myers. Rimasta vedova, si risposò con Truitt Hughes, con il quale visse il resto della sua vita. Rosemary Theby morì al Virgil Convalescent Center di Los Angeles il 10 novembre 1973, all'età di 81 anni.

## Filmografia

### 1911
- The Sacrifice, regia di Van Dyke Brooke - cortometraggio (1911)
- The Geranium, regia di Van Dyke Brooke - cortometraggio (1911)

### 1912
- A Red Cross Martyr; or, On the Firing Lines of Tripoli, regia di Laurence Trimble - cortometraggio (1912)
- Irene's Infatuation - cortometraggio (1912)
- Mr. Bolter's Infatuation, regia di George D. Baker - cortometraggio (1912)
- The Illumination, regia di Charles L. Gaskill - cortometraggio (1912)
- His Father's Son - cortometraggio (1912)
- Love in the Ghetto, regia di Hal Reid - cortometraggio (1912)
- An Eventful Elopement, regia di William V. Ranous - cortometraggio (1912)
- Rock of Ages - cortometraggio (1912)
- Wanted, a Sister, regia di James Young (1912)
- The Light of St. Bernard, regia di Albert W. Hale (1912)
- A Juvenile Love Affair, regia di Charles Kent (1912)
- The Two Battles, regia di Van Dyke Brooke (1912)
- Written in the Sand (1912)
- A Fortune in a Teacup, regia di Albert W. Hale (1912)
- As You Like It, regia di James Stuart Blackton, Charles Kent e James Young (1912)
- The Godmother, regia di Ralph Ince (1912)
- Father's Hot Toddy (1912)
- The Toymaker (1912)
- The Mills of the Gods, regia di Ralph Ince (1912)
- The Hand Bag (1912)
- The Awakening of Bianca, regia di Charles Kent (1912)
- The Reincarnation of Karma, regia di Van Dyke Brooke (1912)

### 1913
- Betty's Baby (1913)
- The Adventure of the Ambassador's Disappearance, regia di Maurice Costello (1913)
- The Little Minister, regia di James Young (1913)
- Off the Road, regia di Ralph Ince (1913)
- The Classmate's Frolic, regia di Ralph Ince (1913)
- The Weapon, regia di Maurice Costello (1913)
- Out of the Storm, regia di Wilfrid North (1913)
- The Web, regia di Ralph Ince (1913)
- A Fighting Chance, regia di Ralph Ince (1913)
- Cupid Through a Keyhole, regia di Van Dyke Brooke (1913)
- A Husband's Trick, regia di William Humphrey (1913)
- One Can't Always Tell, regia di Van Dyke Brooke (1913)
- A Modern Psyche, regia di Van Dyke Brooke (1913)
- The Bachelor's Baby, or How It All Happened, regia di Van Dyke Brooke (1913)
- The Silver Cigarette Case, regia di Van Dyke Brooke (1913)
- The Tangled Web
- The Wager, regia di Lawrence B. McGill (1913)
- Ashes, regia di Oscar Eagle e Edgar Lewis (1913)
- The Master Painter, regia di L. Rogers Lytton (1913)
- Her Rosary
- Maria Roma
- Rosita's Cross of Gold
- The Silly Sex
- The Fight for Right, regia di Oscar Apfel - cortometraggio (1913)
- The Counsel for the Defense
- Better Days, regia di Van Dyke Brooke (1913)
- The Glow Worm (1913)
- The Stolen Woman
- The Missing Ring
- Targets of Fate
- The Heart of a Rose (1913)
- Hearts - cortometraggio (1913)
- His Silver Bachelorhood, regia di Van Dyke Brooke (1913)
- The Power of the Sea, regia di Travers Vale (1913)

### 1914
- A Question of Right (1914)
- The Moth (1914)
- The Pale of Prejudice, regia di Harry Myers (1914)
- Through the Centuries, regia di Fred Huntley - cortometraggio (1914)
- The Price of a Ruby, regia di Harry Myers (1914)
- Cocaine Traffic; Or, The Drug Terror (1914)
- His Wife (1914)
- Madam Coquette (1914)
- The Lure of the Pit
- The Attorney's Decision (1914)
- The Double Life
- The Rock of Hope, regia di Harry Myers - cortometraggio (1914)
- The Hopeless Game, regia di Harry Myers (1914)
- The Bride of Marblehead, regia di Harry Myers - cortometraggio (1914)
- Thumb Prints and Diamonds, regia di Joseph W. Smiley (1914)
- Love Triumphs, regia di Harry Myers (1914)
- The Little Gray Home, regia di Harry Myers - cortometraggio (1914)
- The Comedienne's Strategy, regia di Harry Myers (1914)
- The Accusation, regia di Harry Myers - cortometraggio (1914)

### 1915
- Fathers Three, regia di Harry Myers (1915)
- Men at Their Best, regia di Harry Myers (1915)
- The Cards Never Lie, regia di Harry Myers - cortometraggio (1915)
- The Hard Road, regia di Harry Myers (1915)
- A Romance of the Backwoods, regia di Harry Myers - cortometraggio (1915)
- The Danger Line, regia di Harry Myers (1915)
- Playing with Fire, regia di Harry Myers (1915)
- Saved by a Dream, regia di Harry Myers (1915)
- The Artist and the Vengeful One, regia di Harry Myers - cortometraggio (1915)
- Father's Money, regia di Harry Myers (1915)
- Harry Myers, regia di Harry Myers (1915)
- The House of a Thousand Relations, regia di Harry Myers - cortometraggio (1915)
- Mumps, regia di Harry Myers (1915)
- We Should Worry for Auntie, regia di Harry Myers (1915)
- The Cheval Mystery, regia di Harry Myers (1915)
- The Prize Story, regia di Harry Myers (1915)
- The Earl of Pawtucket, regia di Harry C. Myers (1915)
- My Tomboy Girl, regia di Harry Myers (1915)
- The Man of Shame, regia di Harry C. Myers (1915)
- He Was Only a Bathing Suit Salesman, regia di Harry Myers (1915)
- Father's Child, regia di Harry Myers (1915)

### 1916
- Man and Morality, regia di Harry Myers (1916)
- High Fliers, regia di Harry Myers (1916)
- In the Night, regia di Harry Myers (1916)
- The Pipe Dream, regia di Harry Myers (1916)
- Love Spasms, regia di Harry Myers (1916)
- The Model Husband, regia di Harry Myers (1916)
- The Lathered Truth, regia di Harry Myers (1916)
- Object -- Matrimony, regia di Harry Myers (1916)
- Housekeeping (1916)
- A Spring Cleaning (1916)
- The Connecting Bath (1916)
- Will a Woman Tell? (1916)
- The Latest in Vampires, regia di Harry Myers (1916)
- Hubby's Relatives (1916)
- That Tired Business Man (1916)
- Their Dream House (1916)
- The Lemon in the Garden of Love (1916)
- The Tormented Husband (1916)
- A Strenuous Visit, regia di Harry Myers (1916)
- Baby's Toofs, regia di Harry Myers (1916)
- Artistic Atmosphere, regia di Harry Myers (1916)
- A Grain of Suspicion (1916)
- Their Installment Furniture (1916)
- A Persistent Wooing (1916)
- Gertie's Garters (1916)
- Marked 'No Funds' (1916)
- His Wedding Promise (1916)
- The Good Stenographer (1916)
- Hubby's Chicken (1916)
- Charity Begins at Home (1916)
- They Practice Economy (1916)
- Her Financial Frenzy (1916)

### 1917
- The Hash House Mystery, regia di Harry Myers (1917)
- The Delicatessen Mystery (1917)
- Jumping Jealousy, regia di Harry Myers (1917)
- Rusticating (1917)
- Police Protection, regia di Harry Myers (1917)
- The Winged Mystery, regia di Joseph De Grasse (1917)

### 1918
- The Rogue, regia di Arvid E. Gillstrom (1918)
- Bright and Early, regia di Charles Parrott (Charley Chase) (1918)
- The Straight and Narrow, regia di Charles Parrott (Charley Chase) (1918)
- The Great Love, regia di David W. Griffith (1918)
- Boston Blackie's Little Pal, regia di E. Mason Hopper (1918)
- Unexpected Places, regia di E. Mason Hopper (1918)
- The Silent Mystery, regia di Francis Ford (1918)
- Love's Pay Day, regia di E. Mason Hopper (1918)
- The Midnight Patrol, regia di Irvin Willat (1918)

### 1919
- The Spender, regia di Charles Swickard (1919)
- Faith, regia di Charles Swickard e Rex Wilson  (1919)
- Peggy Does Her Darndest, regia di George D. Baker (1919)
- When a Woman Strikes, regia di Roy Clements (1919)
- The Hushed Hour, regia di Edmund Mortimer (1919)
- The Amateur Adventuress, regia di Henry Otto (1919)
- Upstairs and Down, regia di Charles Giblyn (1919)
- Tangled Threads, regia di Howard C. Hickman (1919)
- Yvonne from Paris, regia di Emmett J. Flynn (1919)
- The Mystery of 13, regia di Francis Ford (1919)
- Heartsease, regia di Harry Beaumont (1919)
- Are You Legally Married?, regia di Robert T. Thornby (Robert Thornby) (1919)

### 1920
- Terror Island, regia di James Cruze (1920)
- The Butterfly Man, regia di Louis J. Gasnier e Ida May Park (1920)
- Rio Grande, regia di Edwin Carewe (1920)
- A Splendid Hazard, regia di Arthur Rosson (1920)
- Whispering Devils, regia di Harry Garson e John M. Voshell (1920)
- Married to Order, regia di Charles Parrott (Charley Chase) (1920)
- The Little Grey Mouse, regia di James P. Hogan (1920)
- Kismet, regia di Louis J. Gasnier (1920)
- Unseen Forces, regia di Sidney Franklin (1920)
- Dice of Destiny, regia di Henry King (1920)

### 1921
- Partners of Fate, regia di Bernard J. Durning (1921)
- Le avventure di un americano alla Corte di re Arturo (A Connecticut Yankee in King Arthur's Court), regia di Emmett J. Flynn (1921)
- Good Women, regia di Louis J. Gasnier (1921)
- Shame, regia di Emmett J. Flynn (1921)
- Hickville to Broadway, regia di Carl Harbaugh (1921)
- Across the Divide, regia di John Holloway (1921)
- The Last Trail, regia di Emmett J. Flynn (1921)
- Fightin' Mad, regia di Joseph Franz (come Joseph J. Franz)

### 1922
- Yellow Men and Gold, regia di Irvin V. Willat (Irvin Willat) (1922)
- I Am the Law, regia di Edwin Carewe (1922)
- Rich Men's Wives, regia di Louis J. Gasnier (1922)
- More to Be Pitied Than Scorned, regia di Edward J. Le Saint (Edward LeSaint) (1922)
- La duchessa di Langeais (The Eternal Flame), regia di Frank Lloyd (1922)

### 1923
- Il supplizio del tam-tam (Lost and Found on a South Sea Island), regia di R.A. Walsh (Raoul Walsh) (1923)
- Your Friend and Mine, regia di Clarence G. Badger (1923)
- Slander the Woman, regia di Allen Holubar (1923)
- The Girl of the Golden West, regia di Edwin Carewe (1923)
- The Rip-Tide, regia di Jack Pratt (1923)
- Mary of the Movies, regia di John McDermott (1923)
- Tea: With a Kick!, regia di Erle C. Kenton (1923)
- Penna d'aquila (The Eagle's Feather), regia di Edward Sloman (1923)
- In Search of a Thrill, regia di Oscar Apfel (1923)
- Long Live the King, regia di Victor Schertzinger (1923)

### 1924
- Pagan Passions, regia di Colin Campbell (1924)
- A Son of the Sahara, regia di Edwin Carewe (1924)
- Behold This Woman, regia di J. Stuart Blackton (1924)
- The Red Lily, regia di Fred Niblo (1924)
- Love, regia di Billy West (1924)
- Secrets of the Night, regia di Herbert Blaché (1924)
- So Big, regia di Charles Brabin (1924)

### 1925
- As Man Desires, regia di Irving Cummings (1925)
- The Re-Creation of Brian Kent, regia di Sam Wood (1925)
- One Year to Live, regia di Irving Cummings (1925)
- Fifth Avenue Models, regia di Svend Gade (1925)
- Wreckage, regia di Scott R. Dunlap (1925)

### 1926
- The Truthful Sex, regia di Richard Thomas (1926)

### 1927
- Riding to Fame, regia di Barry Barringer (1927)
- I due galeotti (The Second 100 Years), regia di Fred Guiol (1927)
- A Bowery Cinderella, regia di Burton King (Burton L. King) (1927)

### 1928
- Una donna contro il mondo (A Woman Against the World), regia di George Archainbaud (1928)
- The Port of Missing Girls, regia di Irving Cummings (1928)
- The Chinatown Mystery, regia di J.P. McGowan - serial (1928)

### 1929
- Girls Who Dare, regia di Frank S. Mattison (1929)
- The Dream Melody, regia di Burton King (Burton L. King) (1929)
- Trial Marriage, regia di Erle C. Kenton (1929)
- The Peacock Fan, regia di Phil Rosen (1929)
- Montmartre Rose, regia di Frederick Hiatt e Bernard McEveety (1929)

### 1930
- Scotch, regia di Mack Sennett (1930)
- Sugar Plum Papa, regia di Mack Sennett (1930)
- Bulls and Bears, regia di Mack Sennett (1930)
- He Trumped Her Ace, regia di Leslie Pearce (1930)
- Midnight Daddies, regia di Mack Sennett (1930)

### 1931
- Ten Nights in a Barroom, regia di William A. O'Connor (come William O'Connor) (1931)
- Who's Who in the Zoo, regia di Babe Stafford (1931)
- Taxi Troubles, regia di Del Lord (1931)

### 1932
- Doctor's Orders, regia di Lou Breslow (1932)

### 1933
- The Fatal Glass of Beer, regia di Clyde Bruckman (1933)

### 1935
- Ali nel buio (Wings in the Dark), regia di James Flood (1935)
- The Drunkard, regia di Albert Herman (1935)
- Man on the Flying Trapeze, regia di Clyde Bruckman e, non accreditato, W.C. Fields (1935)

### 1936
- Neighborhood House, regia di Charles Parrott (Charley Chase), Harold Law e, non accreditato, Alan Hale (1936)
- Un bacio al buio (One Rainy Afternoon), regia di Rowland V. Lee (1936)
- San Francisco, regia di W.S. Van Dyke (1936)
- Bionda avventuriera (Yours for the Asking), regia di Alexander Hall (1936)
- L'ultima prova (His Brother's Wife), regia di W. S. Van Dyke (1936)
- Hollywood Boulevard, regia di Robert Florey (1936)
- Allegri gemelli (Our Relations), regia di Harry Lachman (1936)

### 1937
- Rich Relations
- Cupo tramonto (Make Way for Tomorrow), regia di Leo McCarey (1937)
- The Devil Is Driving, regia di Harry Lachman (1937)
- Modella di lusso (Vogues of 1938), regia di Irving Cummings (1937)

### 1938-1939-1940
- L'eterna illusione (You Can't Take It With You), regia di Frank Capra (1938)
- Undercover Doctor
- Sul sentiero dei mostri (One Million B.C.), regia di Hal Roach Jr., Hal Roach (1940)